# Бану Муса
Бану́ Муса́ (араб. بنو موسى‎) — сыновья Мусы ибн Шакира: Мухаммад, Ахмад и ал-Хасан — выдающиеся персидские учёные Арабского халифата, занимавшиеся геометрией, астрономией и механикой. Они собирали рукописи греческих авторов и построили при «Доме мудрости» в Багдаде обсерваторию, в которой проводили наблюдения в 850—870 годах. Ал-Бируни отмечает преимущество их астрономических таблиц перед другими, так как «они не жалели усилий для достижения истины и стояли в свою эпоху одиноко по мастерству и остроте наблюдений». Их учеником был Сабит ибн Курра.
Братьям принадлежат обработка «Конических сечений» Аполлония, «Книга измерения плоских и шаровых фигур», «Книга о вытянутом круге» (здесь описано построение эллипса «способом садовника»), «Книга механики», «Книга о движении первой сферы», «Книга о начале мира», «Книга градусов о природе знаков зодиака», «Книга о построении астролябии» и другие.

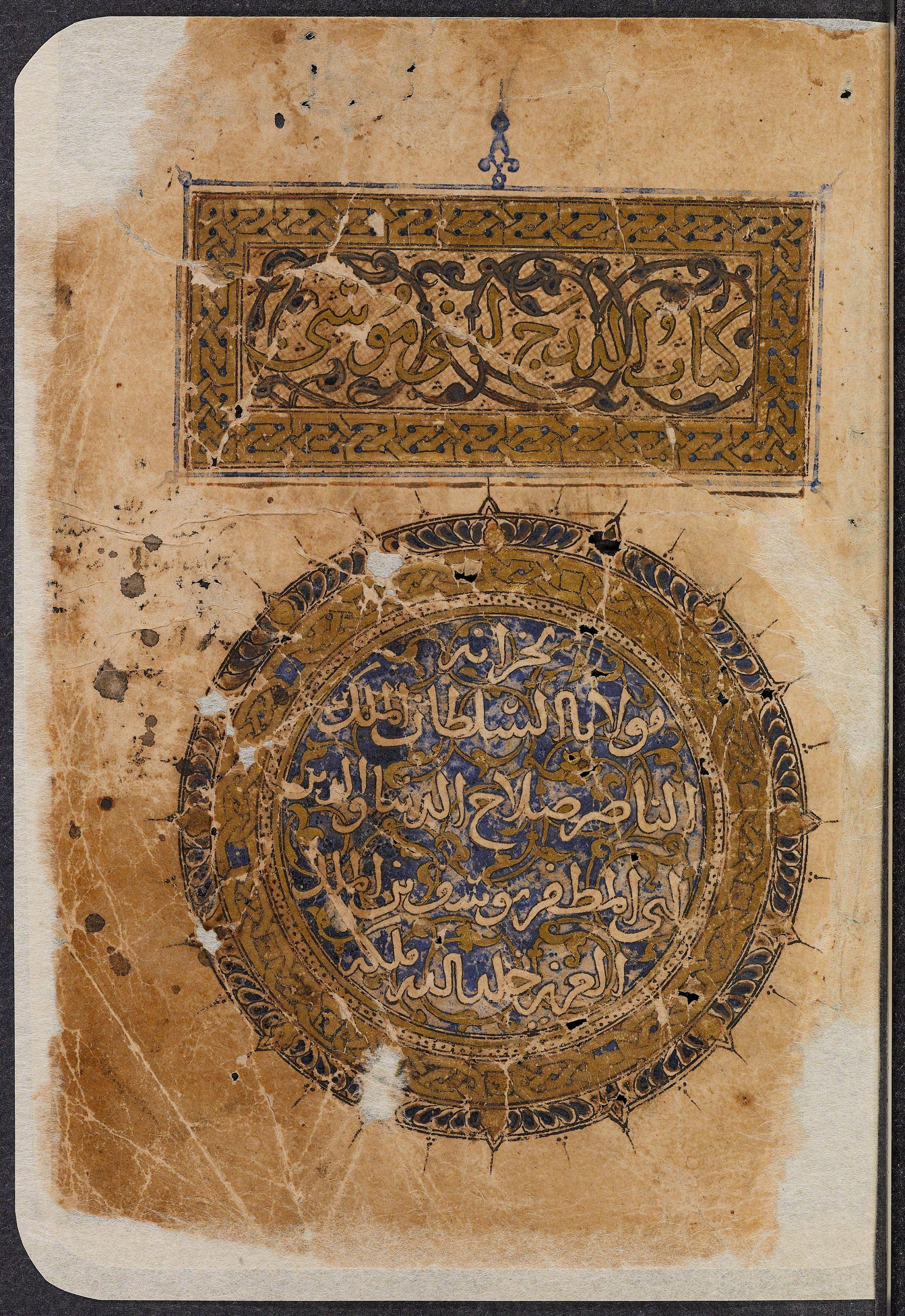
Обложка Китаб аль-Дарадж (Книга степеней) Ахмада, найдено в библиотеке Саладина, до 1193 н. э.